# Arachnura
Arachnura (скорпіонохвостий павук) — рід павуків родини Павуки-колопряди (Araneidae). Рід поширений в Австралазії, один вид відомий в Африці. Ці павуки забарвлені у коричневий колір, мають на тілі відростки та маскуються під сухе листя та гілочки. Самиці мають хвіст, схожий на хвіст скорпіона. Самиці завдовжки 1-3 см, самці — лише 2 мм, безхвості.
Укус павука для людини нешкідливий, може викликати лише місцевий, несильний біль.

## Класифікація
Рід налічує 13 видів:
- Arachnura angura Tikader, 1970 — Індія
- Arachnura caudatella Roewer, 1942 — Нова Гвінея, Австралія
- Arachnura feredayi (L. Koch, 1872) — Австралія, Тасманія, Нова Зеландія
- Arachnura heptotubercula Yin, Hu & Wang, 1983 — Китай
- Arachnura higginsi (L. Koch, 1872) — Австралія, Тасманія
- Arachnura logio Yaginuma, 1956 — Китай, Японія
- Arachnura melanura Simon, 1867 — від Індії та Японії до Сулавесі
- Arachnura perfissa (Thorell, 1895) — М'янма
- Arachnura pygmaea (Thorell, 1890) — острів Ніас
- Arachnura quinqueapicata Strand, 1911 — острова Ару
- Arachnura scorpionoides Vinson, 1863 — Африка
- Arachnura simoni Berland, 1924 — Нова Каледонія
- Arachnura spinosa (Saito, 1933) — Тайвань